# Valvola lamellare

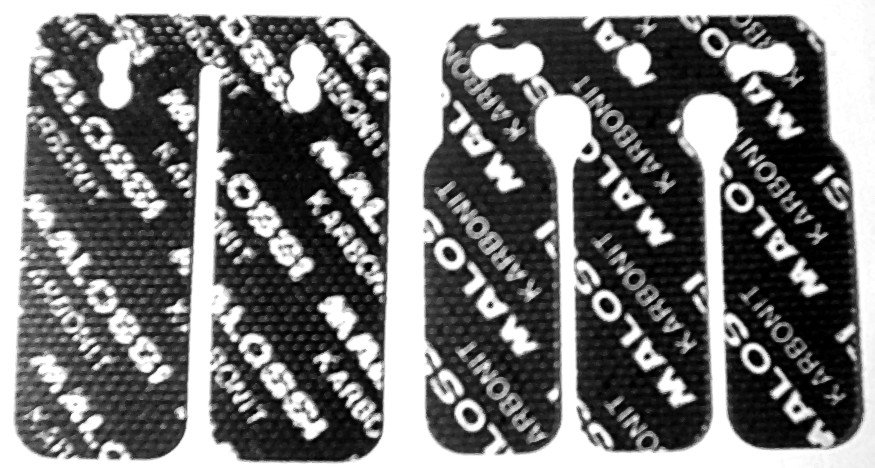
lamelle in fibra di carbonio Malossi

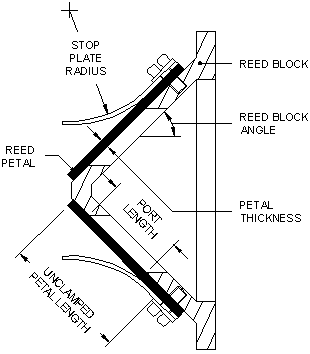
Sezione di un pacco lamellare

La valvola lamellare chiamata anche "pacco lamellare" è un dispositivo passivo di regolazione della portata di immissione di gas freschi nella camera di manovella e/o combustione di un motore a due tempi, mentre per altre applicazioni come i compressori d'aria sono più semplici, costituite dalla sola lamella. Non è in realtà una vera valvola.

## Storia
L'alimentazione di un motore endotermico con ammissione mediante valvola lamellare venne utilizzata per la prima volta su un motore motociclistico a due tempi, nel 1920, dalla tedesca NSU Motorenwerke. Dieci anni più tardi, tale sistema di alimentazione ricomparve in dotazione alla DKW 350 per poi essere sperimentato, a scopo militare, sul pulsoreattore Argus As 014 della V1.
Nel 1967 l'alimentazione lamellare fu utilizzata dalla Minarelli per elaborare il motore a due tempi "P4" che conquistò il record mondiale di velocità sul quarto di miglio, con partenza da fermo, nella classe 50.
La grande diffusione della valvola lamellare, nella produzione di serie, è però discendente dalle vittorie ottenute dalla Yamaha 250 TD2B, che conquistò il campionato mondiale nel 1972, con Jarno Saarinen. Vista l'efficacia delle lamelle per conferire potenza ai motori due tempi anche ai bassi regimi di rotazione, il sistema venne adottato velocemente da molte case motociclistiche. Il primo motore in Italia di questo genere, fu realizzato dalla ASCO, commissionato dalla Aspes per equipaggiare i modelli "Hopi" e "Yuma".

## Funzionamento
Durante il normale funzionamento del motore, nella fase di compressione il pistone risalendo dal PMI al PMS, occlude le luci di travaso presenti sulla canna del cilindro, generando una depressione nella camera di manovella (o carter pompa, dov'è collocato l'albero motore), tale depressione farà aprire la valvola lamellare in modo che la miscela aria/benzina fresca possa affluire nel carter pompa, per poi essere riversata in camera di combustione mediante i travasi nella successiva fase di travaso. Nei motori moderni per far sì che le lamelle si aprano prima e più velocemente si utilizza la risonanza generata dai gas nell'espansione con dei travasi posti proprio davanti alla luce di scarico.

Nel momento il cui il pistone conclude la sua fase di risalita, la candela scocca la scintilla che accende la miscela che con la combustione spinge il pistone verso il PMI, in questo momento la depressione nella camera di manovella (carter pompa) si affievolisce notevolmente, facendo "chiudere" la valvola. Adesso mentre il pistone continua a scendere, aumenta la pressione dentro la camera di manovella aiutando la miscela a entrare in camera di scoppio mediante i travasi e spingendo via i gas combusti una volta scoperte le luci di scarico. Per facilitare il riempimento del cilindro, l'utilizzo dell'espansione aiuta i gas combusti a defluire a combustione avvenuta favorendo l'arrivo di nuova miscela fresca.

Se la valvola non ci fosse sarebbe impossibile creare e sfruttare le depressioni create dal pistone nella sua corsa e "trasportare" efficacemente la miscela aria/benzina fino in camera di scoppio ad ogni ciclo.

Per questo motivo le "lamelle" devono aprirsi e chiudersi ad ogni ciclo, sopportando frequenze d'oscillazione molto elevate e assai "stressanti" che talvolta portano allo snervamento e alla deformazione delle stesse con effetti assai deleteri per il motore. Ad esempio in un normale motore a due tempi che gira al regime di 8000 giri al minuto le lamelle compiono circa 130 oscillazioni al secondo.

## Descrizione

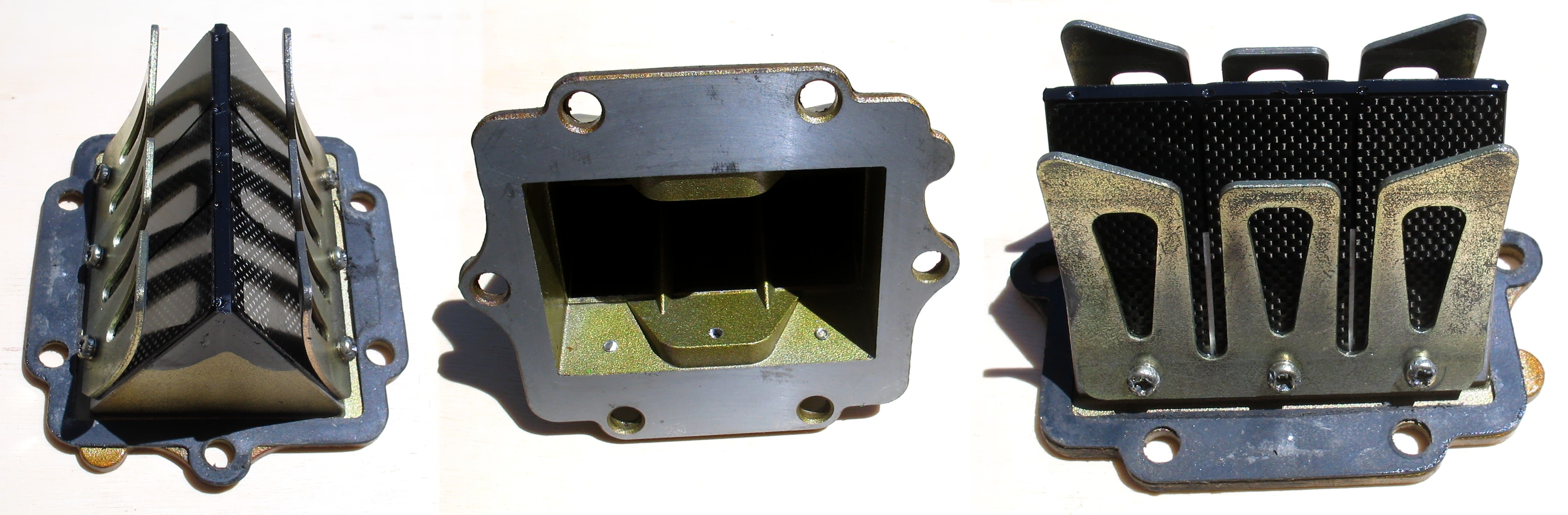
Pacco lamellare visto da più angolazioni, caratterizzato da un segno che indica la posizione corretta d'installazione

La valvola lamellare è costituita da più parti, esse sono:
- Supporto, generalmente plastico, ma che in passato poteva essere in alluminio, su cui vengono montate le lamelle.
- Lamelle, sono vere e proprie linguette in acciaio, fibra di carbonio, fibra di vetro o vetronite, ogni singola lamella può essere a un solo petalo o avere più petali a seconda del tipo di supporto, nel caso sia a più petali, questi possono essere completamente divisi l'un l'altro, oppure possono essere congiunti alle estremità, in modo da garantire un'apertura più omogenea tra i diversi petali (permettendo anche un passaggio attraverso i petali) oppure possono essere unite per la prima metà e divise solo per l'ultima parte, in modo da avere sempre un'apertura ben distribuita, ma con una flessibilità maggiore tra le stesse.
- Stopper, sono presenti nella maggior parte dei casi e sono dei lamierini sagomati che vengono montati dietro le lamelle, per limitarne la corsa ad un dato valore, per evitare che questi stopper, non rallentino l'apertura della lamella per via dell'aria che ne può rimanere intrappolata tra i due, questi stopper vengono oltre che divisi per ogni petalo della lamella, vengono forati al centro.
- Smorzatore, generalmente vengono utilizzate al posto dell'utilizzo degli stopper, ma dal 2000 si stanno adoperando tutte e due simultaneamente, questa tecnica consiste nell'utilizzare dei petali lunghi ⅓ e più rigidi, in modo da ridurre la parte di petalo che si apre e migliorare il suo ritorno a riposo, inoltre alcuni costruttori fanno interporre uno spessore tra smorzatore e lamella.
- Guidaflussi, è un componente montato dentro il supporto di plastica e viene utilizzato per poter raccordare il collettore al pacco lamellare in modo che non si formino gradini, quindi turbolenze tra il collettore e il supporto, negli ultimi anni esistono anche dei modelli con traversino centrale in modo da garantire che entrambe le lamelle vengano colpite dallo stesso flusso.

Nell'insieme questo componente assume una forma di prisma ma può variare a seconda delle caratteristiche del motore stesso e può avere o meno una precisa posizione d'installazione.

Il materiale di costruzione delle lamelle è importante non solo perché la lamelle sono sottoposte ad uno stress non indifferente, ma perché con una differente rigidità, che determina differenze di comportamento nei flussi dei gas non indifferenti.

## Caratteristiche delle lamelle
Le lamelle più sono rigide e più sono propense per il funzionamento agli alti regimi, questo perché riesce più facilmente a ritornare in posizione ed evitare la risonanza e il trafilo di miscela fuori dal carter pompa.

La cosiddetta risonanza, se la lamella non è sufficientemente rigida durante periodi di lavoro ad alte frequenze di oscillazione la parte più lontana della lamella dagli stopper e dalla sede di fissaggio non riesce ad eseguire un perfetto movimento "apri/chiudi" in sintonia con la parte vicina agli stopper della stessa, quindi la lamella va a deformandosi per la grande frequenza di lavoro e non riesce ad aderire alla parte estrema alla struttura di sostegno, lasciando un piccolo spazio dal quale i gas possono sempre passare non adempiendo alla sua funzione di valvola, questo comporterà una diminuzione della pressione in camera di manovella impedendo al motore di lavorare in modo ottimale.
Mentre lamelle più morbide sono più propense per il funzionamento ai bassi regimi dato che permettono un riempimento maggiore del carter pompa, dato che necessitano di una forza minore per essere azionate.

## Misure
Il comportamento delle lamelle è influenzato da:
- Materiale, maggiore sarà la rigidezza del materiale e maggiore sarà la rigidezza e la propensione agli alti regimi.
- Spessore, maggiore sarà lo spessore e maggiore sarà la rigidezza e la propensione agli alti regimi.
- Trama, la trama definisce il tipo di funzionamento e influendo sulla rigidezza della lamella, generalmente le trame sono monofrequenza, per via della maggiore semplicità e costi ridotti, ma esistono anche lamelle con trame multifrequenza, le quali variano a seconda della porzione di lamella e permettono un funzionamento più ampio della lamella.
- Lunghezza, minore sarà la lunghezza e maggiore sarà la forza necessaria per azionare le lamelle, aumentando la propensione ai alti regimi, ma richiederà un nuovo supporto.

## Vantaggi
Rispetto alla distribuzione a disco rotante e al piston port la distribuzione a valvola lamellare permette:
- Maggiore versatilità da parte del preparatore del motore, in quanto si adegua alle fasature senza aver bisogno di essere regolata o tarata se non per lo spessore e materiale delle lamelle.
- Permette fasature asimmetriche rispetto al punto morto superiore, dato che la sua azione si adatta a ogni regime.
- Maggiore permeabilità rispetto ai altri sistemi, sia ai bassi che ai medi regimi di rotazione.
- Erogazione più dolce della potenza rispetto agli altri due sistemi, che trasmettono la potenza in modo violento e con un ritardo maggiore, in modo simile ai motori a quattro tempi.

## Svantaggi
Di contro la distribuzione a valvola lamellare rispetto alla distribuzione a disco rotante, non permette regimi di rotazione elevatissimi e le potenze espresse sono leggermente inferiori.

## Accorgimenti
Inizialmente queste valvole erano a un solo petalo/lamella, la quale veniva molto sollecitata e aveva una vita breve, per questo si è passati quasi subito alle valvole con cuspide a due inserti lamellari, disposti su due lati opposti, avendo arco di funzionamento maggiore, incremento delle prestazioni e della vita utile.

Ultimamente (2000) si stanno creando pacchi con 4 ma anche 8 inserti lamellari (tramite l'uso di più cuspidi), dove le coppie di lamelle vengono disposte come nel sistema a doppio inserto, le quali coppie vengono disposte affiancate l'un l'altra, quindi è come se si avessero più pacchi di dimensione più contenuta nello stesso spazio, questo permette d'avere lamelle più corte e morbide, le quali garantiscono un arco di funzionamento maggiore, ma ad un costo maggiore, con un'affidabilità minore e difficoltà di regolazione quando questo è possibile.
Un'altra strada è stata quella di lasciare la singola cuspide con le due lamelle principali, ma di creare dei fori laterali alla cuspide, controllati da altre lamelle.